# История цыган

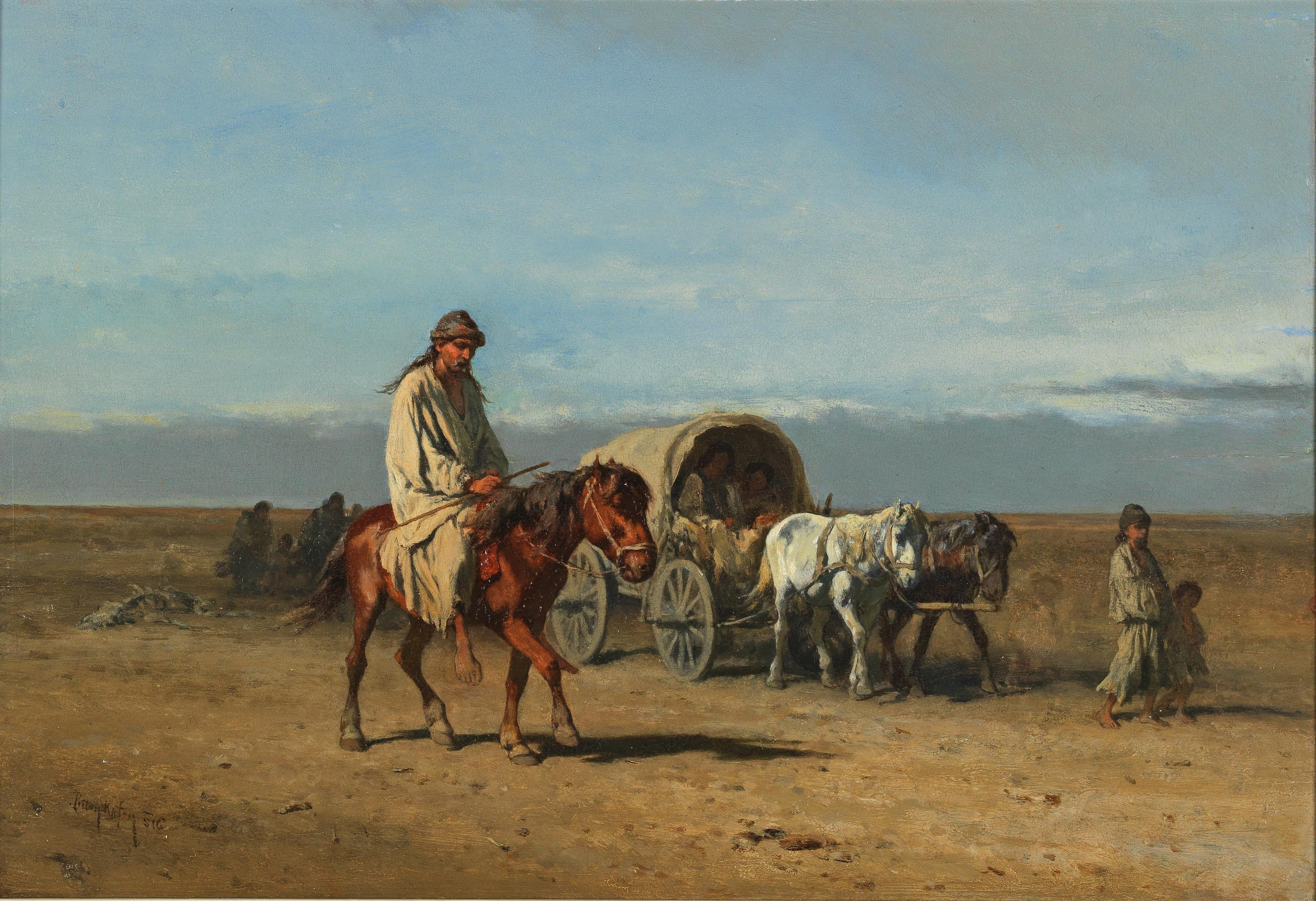
А. Петтенкофен. Цыгане в дороге. 1856

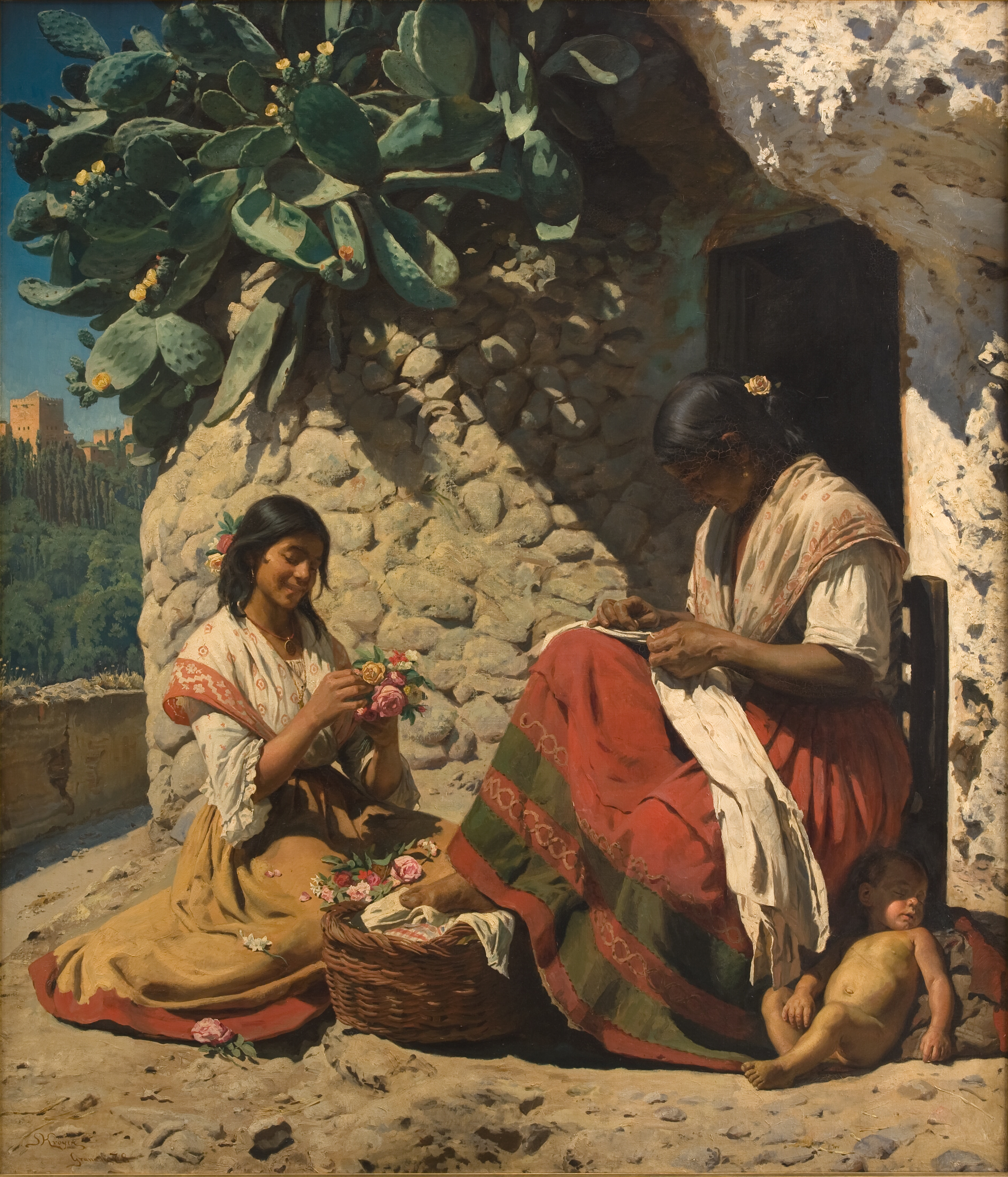
П. С. Кройер. Две цыганки у своей хижины. 1878

История цыган — история этнической группы общего индийского происхождения, говорящей на цыганском (и его разновидностях) языке, представители которой идентифицируют себя с цыганской диаспорой.

## Происхождение названия
Наиболее распространённое самоназвание цыган, вынесенное ими из Индии — «ром» или «рома» у европейских цыган, «дом» у цыган Ближнего Востока и Малой Азии, «лом» — у цыган Армении. Все эти названия восходят к индоарийскому «d’om» с первым церебральным звуком. Одна из теорий предполагает, что это название в конечном итоге происходит от формы «ḍōmba» — «человек из низкой касты, зарабатывающий на жизнь исполнением песен и игрой на музыкальных инструментах», засвидетельствованный в классическом санскрите. По другой версии корень «d’om» связан с «дамарой» и «дамару», санскритскими терминами для «барабана» и санскритским вербальным корнем «ḍam-» (санскр. डम्) — «звучать (как барабан)», и, возможно, восходит к дравидийским языкам. Часть исследователей, возводящих происхождение протоцыган в Индии к автохтонному австроазиатскому населению адиваси, считает, что их самоназвание происходит от аустроазиатского корня «ḍomba/ţumba», которые в свою очередь, восходят к «т’умба (ţumba)» с первым церебральным звуком, обозначающим различные растения, имеющие большое количество семечек (тыкву, огурец, арбуз, фиговое дерево, инжир), то есть, считающихся плодовитыми, и являвшихся у большой группы аборигенных племён тотемом.
Происхождение русского названия «цыгане» как экзонима условно возводится к X—XI векам, к «Житию святого Георгия Афонского» (датировано 1100 годом, описывает события 1054 года). Условно, так как ряд историков высказывает сомнения в том, что под упомянутыми в документе аттинганами (от греческого «αθίγγανος», «ατσίγγανος» — «неприкасаемый») подразумеваются предки современных цыган, а не одна из еретических сект того времени. В любом случае, в дальнейшем это название закрепилось как одно из распространённых обозначений европейских цыган.

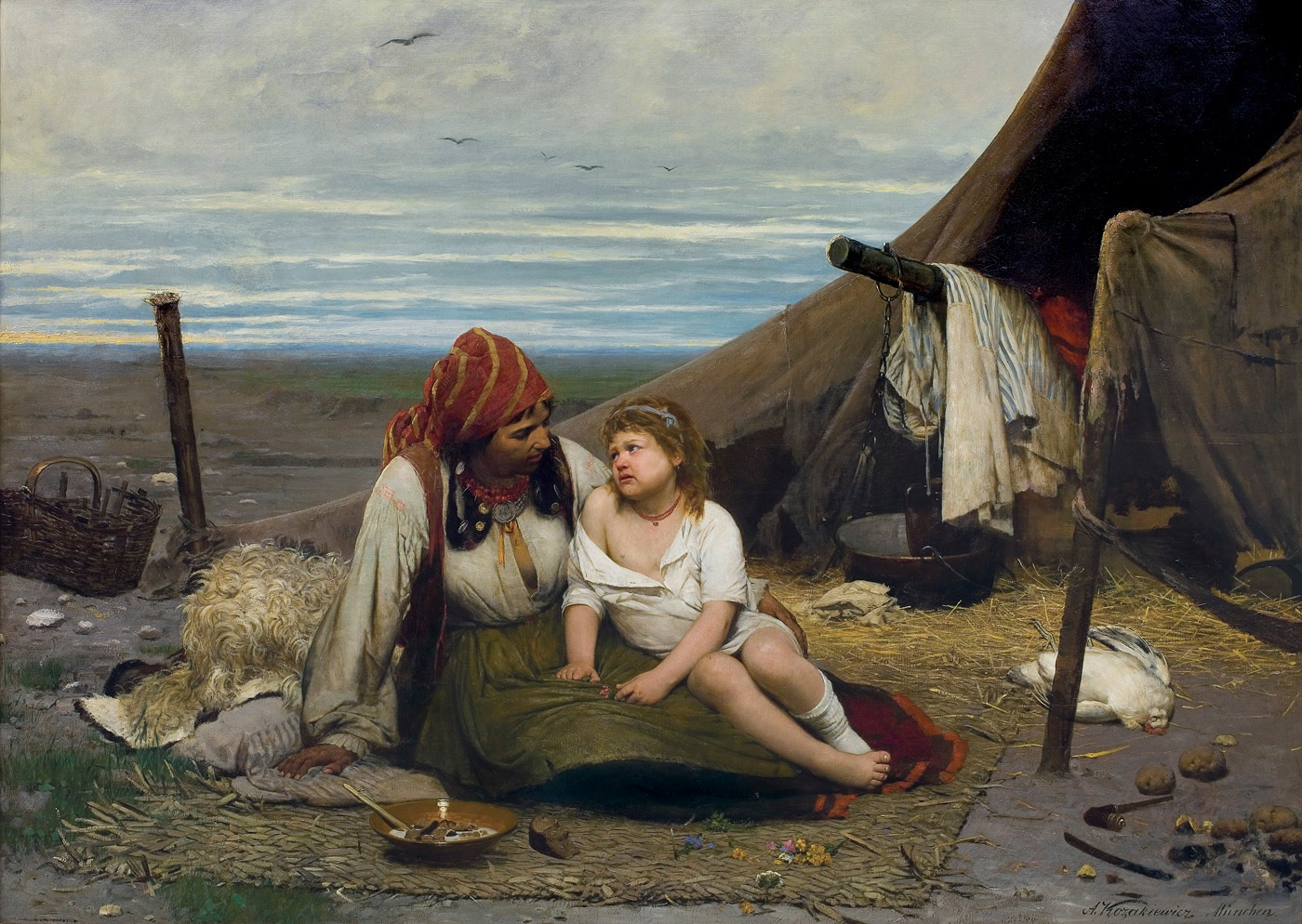
А. Козакевич. Цыганская семья

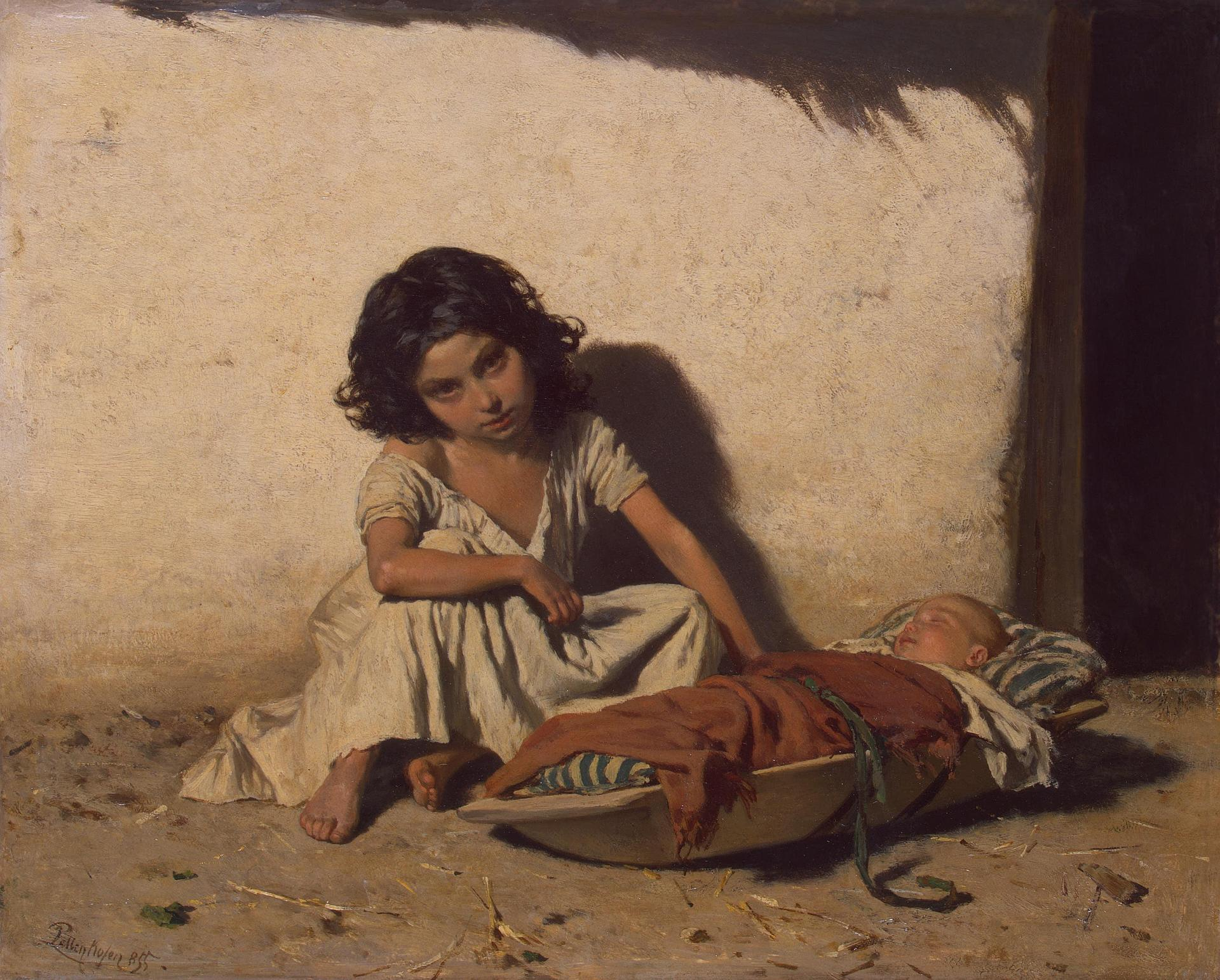
А. Петтенкофен. Цыганские дети. 1855

Англичане традиционно называли их Gypsies (от Egyptians — «египтяне»), испанцы — gitanos (также от Egiptanos — «египтяне»), французы — bohémiens («богемцы», «чехи»), gitans (искажённое исп. gitanos) или tsiganes (заимствование от греч. τσιγγάνοι, цинга́ни), немцы — Zigeuner, итальянцы — zingari, голландцы — zigeuners, венгры — cigány или fáraók népe («фараоново племя»), азербайджанцы — qaraçılar («чёрные»), грузины — ბოშები (бошеби), мингрелы — ჩაჩანეფი (чачанефи), армяне — Գնչուներ (гнчунер), боша, финны — mustalaiset («чёрные»), казахи — долы, сығандар, узбеки — люли, сигонлар, баски — erromintxela, ijitoak; албанцы — jevgjit («египтяне»); евреи — צוענים‎ (цо’ани́м), от названия библейской провинции Цоан в Древнем Египте; персы — کولی (коли́); литовцы — čigonai; латыши — čigāni; болгары — цигани; эстонцы — mustlased (от эст. must — чёрный). В настоящее время всё бо́льшее распространение в различных языках получают этнонимы от самоназвания части цыган, рома́ (англ. Roma, чеш. Romové, фин. romanit и др.).

## Легендарные версии происхождения
Так как цыгане не имели письменности, то не сохранилось исторических документов, отражавших их происхождение. Устные семейные предания до недавнего времени сохраняли память не более чем о 10 поколениях предков и также не могут служить источником знаний об их происхождении. Кроме того, по мнению М. Хюбшмановой, цыгане сами не могли идентифицировать место своего происхождения как Индию, так как Индостан, зачастую, не воспринимался населявшими её народами как отдельный географический регион.
В связи с этим до конца XVIII века выдвигались различные теории происхождения цыган. Например, выдвигались предположения об их происхождении от немецких евреев в XIV веке или жителей Атлантиды. Одной из самых популярных (и поддерживаемой легендами, распространяемыми и самими цыганами) была теория о египетском происхождении цыган. Причём, отдельными авторами высказывались предположения об их происхождении непосредственно от древних египтян. Другие авторы считали, что цыгане проходили через территорию Египта во время своих миграций из Индии или, напротив, при миграции из Египта, заходили в Индию.
Другая распространённая теория предполагала происхождение цыган из Передней Азии, в частности, их связывали с потомками жителей города Синджара в Месопотамии или потомками племени сигиннов, упоминающегося у Геродота, Страбона, Псевдо-Орфея и Аполлония Родосского. Значительное число авторов, так или иначе, связывало цыган с упоминавшимися в Византии аттиганами либо напрямую идентифицируя их как цыган, либо считая, что произошёл лишь перенос названия от аттинган к цыганам. Часть авторов отрицали связь цыган с аттиганами.

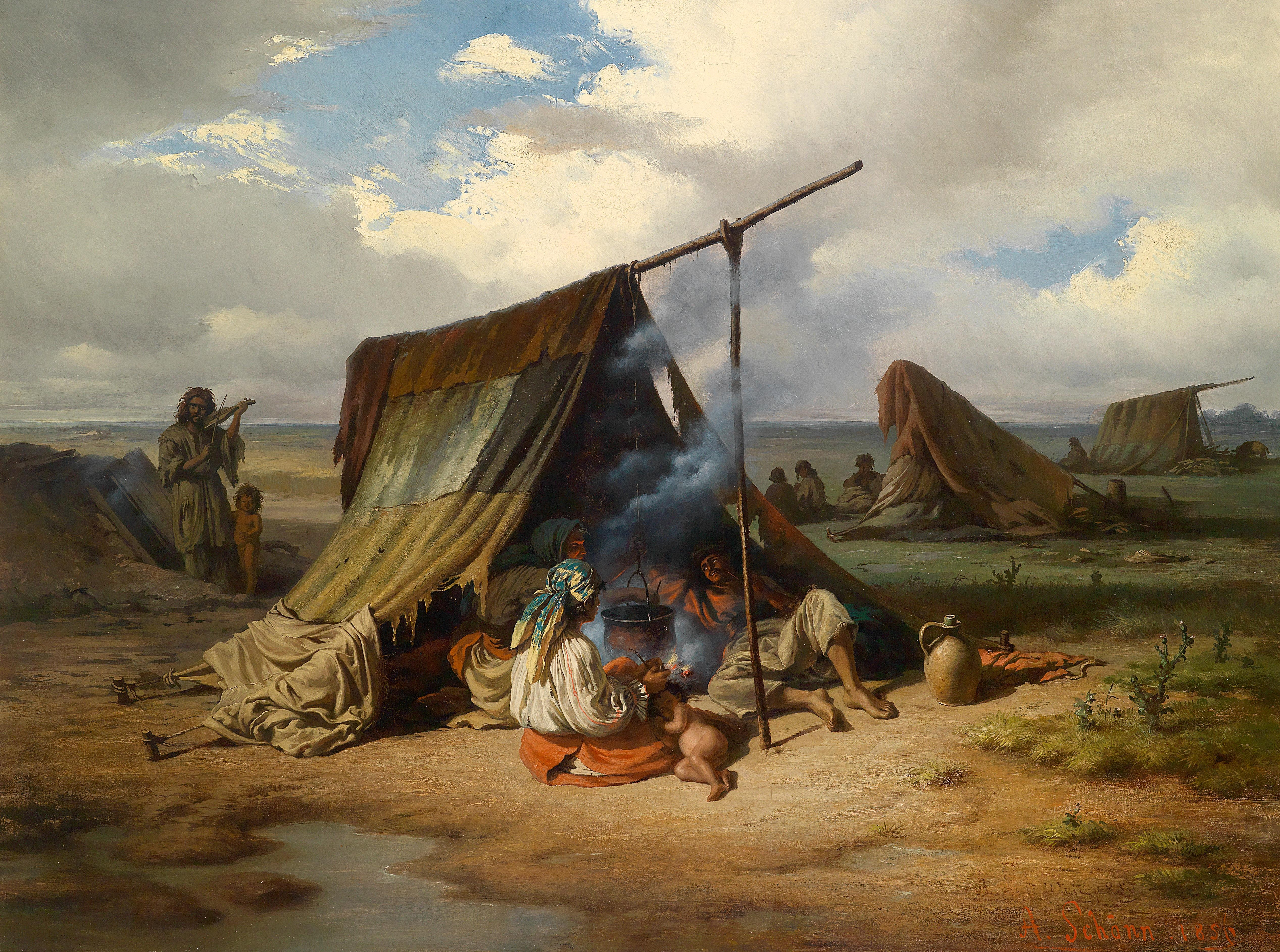
А. Шён. Лагерь цыган. 1856

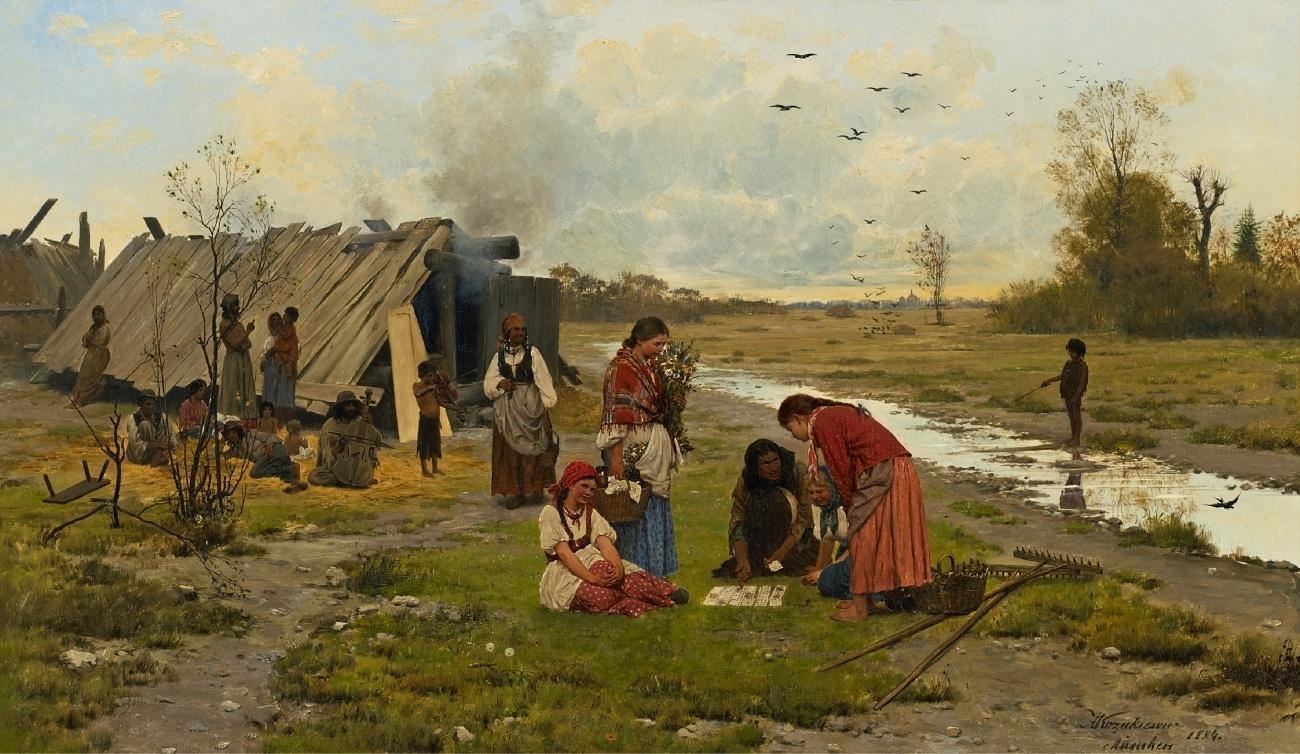
А. Козакевич. Картёжница. 1884

Интересно, что до XVIII века в литературе встречается как минимум два упоминания об индийском происхождении цыган — в летописи итальянского города Форли за 1422 год (лат. aliqui dicebant, quod erant de India — «некоторые говорили, что они из Индии»), а также в еврейском документе, известном как «Хроника мира», в котором сообщается, что испанский король Филипп III в 1602 году «изгнал всех кушим, которые жили в его королевстве, чтобы они отправились на свою землю, в Индию, в место, где они родились, на свою древнюю землю». Но оба сообщения, скорее всего, являлись случайными догадками и не имели под собой научной основы.

## Происхождение
Индийское происхождение предков цыган было установлено в конце XVIII века. Поскольку цыгане не вели исторических хроник и не сохранили в устных преданиях своей истории, большинство гипотез о ранней истории цыган и их предков долгое время было основано на лингвистических исследованиях, к которым в последние десятилетия добавились генетические методы. Общепринятой является точка зрения, что предки цыган произошли из северо-западных регионов Индии (современные индийские штаты Гуджарат, Раджастхан и Кашмир). Согласно данным генетических исследований, они обособились от других народов индоарийской языковой группы примерно в V веке нашей эры.
Результаты лингвистических исследований, проведённых в 1920-х годах крупным индологом-лингвистом Р. Л. Тёрнером, и которые разделяют лингвисты-ромологи Я. Матрас, Я. Хэнкок и М. В. Смирнова-Сеславинская, показывают, что предки цыган сформировались в центральных районах Индии приблизительно в III веке до н. э. и за несколько веков до исхода (не позднее конца V века н. э.) мигрировали в Северный Пенджаб.
Невыясненным остаётся вопрос этнической и социальной принадлежности предков цыган в индийском обществе. Согласно одной из гипотез, основанной на созвучии самоназваний, предки цыган («проторомы») являлись представителями этносоциальной группы «d’om / d’omba», живших в центральных и северо-западных областях Индии начиная с V—IV веков до н. э. и сформировавшейся позже в одну из самых многочисленных в настоящее время каст неприкасаемых «дом». Результаты генетических исследований, опубликованных в 2012 году, подтверждают данную гипотезу Некоторые исследователи высказывают предположение, что домы изначально являлись носителями одного из австроазиатских языков (то есть являлись представителями автохтонного населения адиваси, близкого к народам мунда), перенявшие позже от своих соседей индоарийский язык, но сохранившие своё самоназвание. Основным контраргументом против данной гипотезы является отсутствие антропологической и культурной схожести между современными индийскими домами и европейскими цыганами.
В настоящее время в Индии проживают несколько кочевых племён и низших каст, которые имеют схожие с цыганами культурные признаки и иногда считаются родственными предкам цыган: наты (акробаты), лути, банджары (кочевые торговцы), лохары (кочевые кузнецы), саперы (заклинатели змей), мираси (семейные барды-летописцы), бади (музыканты), бихари (циркачи). В то же время, считается, что данная схожесть является чисто внешней и по отношению к этим группам используется термин «цыганоподобные племена» или «цыганоподобные касты» (англ. gypsy-tribe). По данным генетических исследований, опубликованных в 2012 году, наибольшую генетическую схожесть цыгане имеют с изолированными народами, проживающими в северо-западной и северной Индии: мегхавалы в штате Раджастхан и кашмирские пандиты в Джамму и Кашмире.

## Миграция из Индии
В настоящее время точно не известно, когда и по какой причине цыгане покинули Индию. Не исключено, что их исход был вызван сразу несколькими факторами.
Российский цыгановед Л. Н. Черенков отрицал теорию нескольких волн миграции, в рамках которой считается, что предки цыган вышли на Запад разными группами в течение нескольких веков. Если рассматривать цыганский язык без влияний европейских языков, он представляет собой язык единой этнической группы. В случае, если из Индии в разные периоды мигрировали представители касты дом, зотты и раджпуты, а затем уже в Европе смешались в цыганский народ, то каждая группа принесла бы с собой свою грамматику и лексику, чего не наблюдается. Современный романэс демонстрирует согласованность исходного наречия. Кроме того, более поздние волны при их наличии принесли бы с собой арабские заимствования (из персидских земель, завоёванных в VII веке мусульманами), чего лингвисты также не наблюдают. Путь мигрантов из Индии по территории Персии, Армении и далее прослеживается благодаря заимствованиям из местных языков. Это движение не было равномерным. Движение происходило в основном вдоль ветвей Великого шёлкового пути.
Генетическими исследованиями установлено, что цыгане покинули Индию небольшой, генетически однородной группой, предположительно насчитывавшей около 1000 человек (Гаплогруппа H). Существует персидская легенда (записана Фирдоуси), что цыгане попали в Иран из Индии при Бахрам Гуре, который был покорён их музыкальным искусством.

## Цыгане в Византии
Принято считать, что первое упоминание о цыганах в Византии относится к 1054 году, что зафиксировано в «Житии святого Георгия». Согласно источнику, самаритяне-атсингане помогли императору Константину Мономаху истребить диких зверей. В Византию они попали через территорию Ирана и Армению — пребывание на этих территориях отразилось в цыганском языке. На острове Крит цыгане (atsingani) известны с 1322 года. В Византии цыгане славились своим кузнечным делом.

## Цыгане в Европе

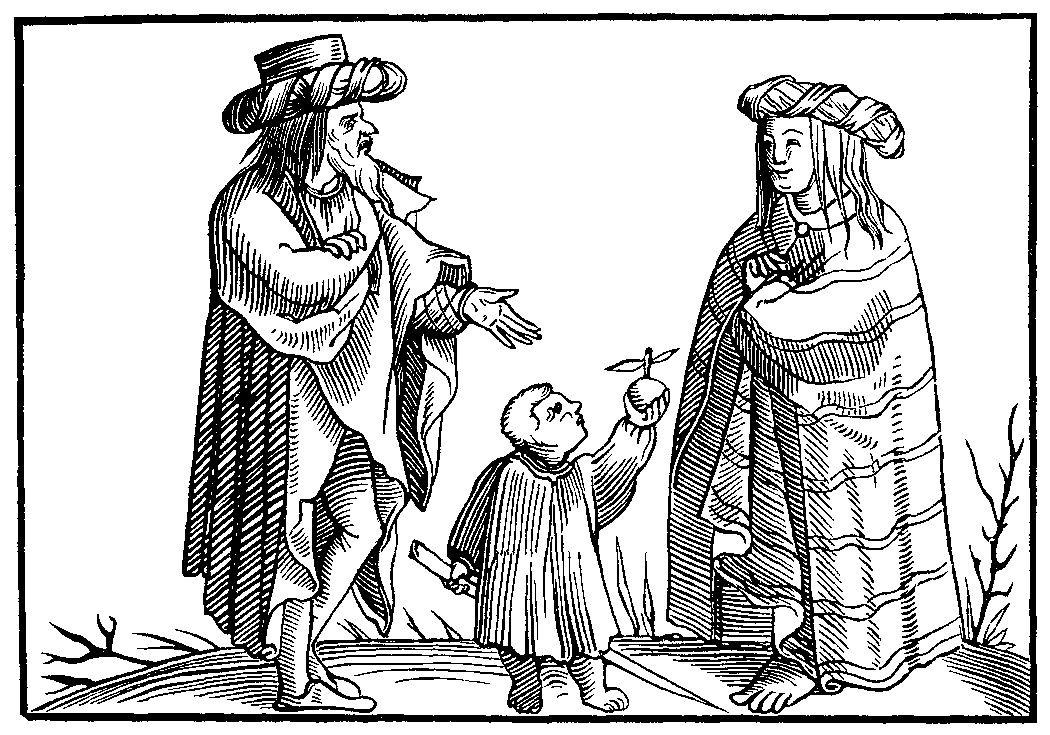
Изображение цыган из «Космографии» Себастиана Мюнстера, 1552 г.

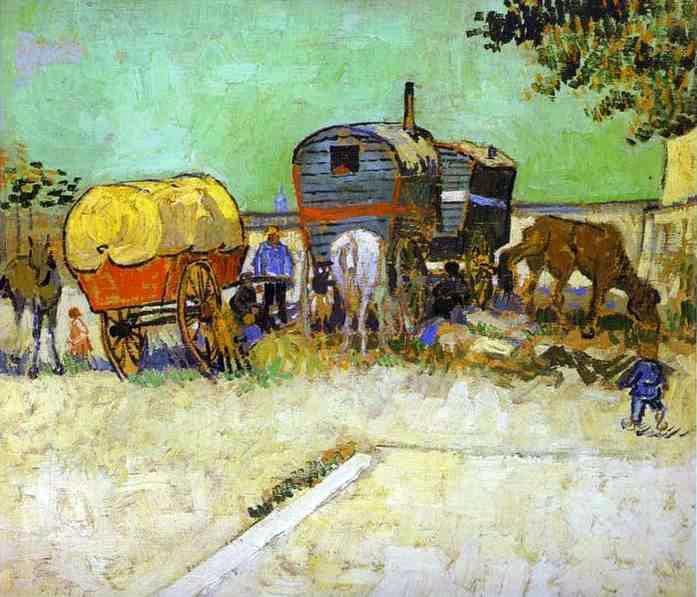
Ван Гог. Цыганский табор с фургонами. 1888

В XIV веке цыгане распространяются по Балканскому полуострову. В 1348 году их замечают в Сербии, а в 1378 году в Болгарии.
В 1411 году цыганский табор был замечен в Чехии (Богемия). В 1417 году цыгане впервые появились в Трансильвании, а к 1431 году они достигают Франции (Турне), причём там их считали выходцами из Богемии (цыгане — bohémiens). В 1433 году одна из групп цыган была замечена в районе немецкого города Регенсбург. В 1500 году они достигают Шотландии, а в 1513 году — Швеции. В 1530 году в Англии были приняты первые антицыганские указы из-за занятий хиромантией. К настоящему времени на территории Евросоюза проживает 10 млн цыган.

## Цыгане в Америке
С 1539 года цыгане известны на территории Америки (Карибские острова), куда они попадали с территории Испании и Португалии. Некоторые цыгане принимали участие в работорговле. Массовая миграция цыган в Америку начинается лишь во второй половине XIX века. К XXI веку общее количество цыган в Америке достигло 4 млн человек, из них 1 млн проживает в США.

## Геноцид цыган
В 1935—1945 годах на территориях Германии, стран — союзников нацистской Германии и оккупированных во время Второй мировой войны (1939—1945) стран был организован и осуществлён геноцид людей цыганской национальности.
По последним исследованиям, количество жертв геноцида цыган составляет 200 000 — 1 500 000 человек. Количество пострадавших — ещё больше.
24 октября 2012 года в Берлине открыт мемориал цыганам, ставшим жертвами геноцида в нацистской Германии.